# Dardanup Shire
Dardanup Shire är en kommun i Western Australia, Australien. Kommunen, som är belägen 200 kilometer söder om Perth, i regionen South West, har en yta på 527 kvadratkilometer och en folkmängd på 12 405 enligt 2011 års folkräkning. Huvudort är Eaton, som är en av Bunburys östra förorter. 